# Chlorizeina togulata
Chlorizeina togulata är en insektsart som beskrevs av Rehn, J.A.G. 1951. Chlorizeina togulata ingår i släktet Chlorizeina och familjen Pyrgomorphidae. Inga underarter finns listade i Catalogue of Life.